# Mussaenda macrantha
Mussaenda macrantha är en måreväxtart som beskrevs av Theodoric Valeton. Mussaenda macrantha ingår i släktet Mussaenda och familjen måreväxter. Inga underarter finns listade i Catalogue of Life.